# Hieroglyphen
Eine Hieroglyphe (altgriechisch ἱερός hierós, deutsch ‚heilig‘, γλυφή glyphḗ, deutsch ‚Eingeritztes‘) ist ein Schriftzeichen mit erkennbar bildhaftem Charakter. Als Hieroglyphen oder Hieroglyphenschrift wird ein Schriftsystem bezeichnet, das überwiegend solche Zeichen als Schriftzeichen verwendet.
„Hieroglyphen“ wird auch in speziellerem Sinne als Bezeichnung der ägyptischen Hieroglyphenschrift verwendet.

## Begriffsabgrenzung
Eine Hieroglyphenschrift ist nicht notwendig eine Bilderschrift in dem Sinn, dass jedes bildhafte Schriftzeichen für die Bezeichnung des Abbildungsgegenstandes als Wort steht. Sie ist auch nicht notwendig eine ideografische Schrift in dem Sinn, dass ein Schriftzeichen für den Abbildungsgegenstand selbst oder aber für eine damit verbundene Idee oder Vorstellung steht. Tatsächlich kann eine solche Schrift eine logografische Schrift sein, in der einzelne Zeichen auch ohne Bezug zu ihrer Bildgestalt Morpheme, Silben oder Laute darstellen können und sich einzelne Begriffe erst aus der Kombination mehrerer Zeichen ohne zwingenden Bezug zu deren Bildgestalt ergeben können.
Umgekehrt ist nicht jede ideografische Schrift eine Hieroglyphenschrift. Beispielsweise sind in der Chinesischen Schrift und ihren Vorläufern (Siegelschrift und Orakelknochenschrift) die Zeichen zwar häufig ikonisch, aber meistens abstrakte und nicht mehr bildhafte Abwandlungen von möglicherweise zugrundeliegenden bildlichen Zeichen.

## Beispiele für Hieroglyphenschriften
- Ägyptische Hieroglyphen
- Aztekische Hieroglyphen
- Kretische Hieroglyphen
- Luwische Hieroglyphen
- Maya-Schrift
- Mi’kmaq-Schrift
- Renaissance-Hieroglyphen
- Urartäische Hieroglyphen

Das für die Kunstsprache Toki Pona geschaffene logografische Schreibsystem sitelen pona wird von deren Entwicklerin auch als „Hieroglyphen“ bezeichnet.

## Kulturelle Rezeption des Begriffs
Seit der Renaissance schrieb man in Europa den ägyptischen Hieroglyphen eine geheimnisvolle, verborgene Bedeutung zu und entwickelte daraus eine eigene Bildsprache (Renaissance-Hieroglyphik), bis die ägyptischen Hieroglyphen ab 1822 korrekt entziffert wurden.
Beispielsweise schreibt Johann Wolfgang von Goethe, vermutlich als Begleitworte zu einem Blumenstrauß: 

„Da mir Worte immer fehlen Ihnen zu sagen, wie lieb ich Sie habe, schick' ich Ihnen die schönen Worte und Hieroglyphen der Natur, mit denen sie uns andeutet, wie lieb sie uns hat.“

Der Maler Ernst Ludwig Kirchner hat im Zusammenhang mit seinen Großstadtbildern von „Hieroglyphen als Ausdruckszeichen“ gesprochen.